# Guilford Clyde Young
Guilford Clyde Young (* 10. November 1916 in Sandgate, Queensland; † 16. März 1988) war ein australischer römisch-katholischer Geistlicher und Erzbischof von Hobart.
Young studierte am Priesterseminar der Kongregation für die Evangelisierung der Völker. Luigi Traglia, der damalige Vizegerent des Bistums Rom, weihte ihn am 3. Juni 1939 zum Priester für das Bistum Rockhampton. Nach seiner Rückkehr nach Australien wurde er zum Sekretär des Apostolischen Delegaten ernannt. Papst Pius XII. ernannte ihn am 15. Juli 1948 zum Titularbischof von Heliosebaste und Weihbischof in Canberra. Giovanni Panico, Apostolischer Delegat in Australien, Neuseeland und Ozeanien, weihte ihn am 8. September 1948 zum Bischof. Mitkonsekratoren waren Eris Norman Michael O’Brien, Weihbischof in Sydney, und Andrew Gerard Tynan, Bischof von Rockhampton. Am 8. August 1953 ernannte Papst Pius XII. ihn nach dem Rücktritt von Terence Bernard McGuire zum Apostolischen Administrator von Canberra, ein Amt, das er bis zur Ernennung von Eris Norman Michael O’Brien am 16. November 1953 zum Erzbischof innehatte. Am 10. Oktober 1954 ernannte ihn der Papst zum Koadjutor-Erzbischof von Hobart und Titularerzbischof von Cyrrhus. Am 20. September 1955 folgte er nach dem Rücktritt von Ernest Victor Tweedy diesem als Erzbischof von Hobart nach.
Young nahm als Konzilsvater an allen vier Sitzungsperioden des Zweiten Vatikanischen Konzils (1962 bis 1965) teil.
Anlässlich des Geburtstages der Queen im Jahr 1978 wurde er zum Knight Commander des Order of the British Empire ernannt.